# Alain Surget
Pour les articles homonymes, voir Surget (homonymie).
Alain Surget est un écrivain français né le 21 juin 1948 à Metz. Il se consacre principalement à la littérature d'enfance et de jeunesse, mais il écrit aussi pour adultes.

## Biographie
Professeur d'histoire à Uckange depuis 1977, retraité à présent, c'est à l'âge de 11 ans qu'il ressent l'envie d'écrire et qu'il se consacre à la poésie et au théâtre, avant de se découvrir une passion pour le roman. Il se déplace souvent dans les bibliothèques et les collèges pour rencontrer son jeune public, avec lequel il écrit des nouvelles et des romans. Il a été président de la section lorraine de la Société des Écrivains d’Alsace et de Lorraine de 1989 à 2001. Il a publié à ce jour (2025) 210 romans. Il est édité chez une douzaine d'éditeurs et est traduit en une quinzaine de langues. Il vit actuellement dans les Hautes-Alpes.

## Sélection d'ouvrages

### One-shots
- Le fils des loups, 1989 (réédition en 2002), Rageot
- La série Fort Boyard (8 tomes) Rageot
- Mila et le loup (Rageot)
- La rose noire (Rageot)
- Le Cavalier du Nil, 2000, Flammarion (Castor Poche), 128 pages, couverture dessinée par Jean-Louis Thouard
- Le renard de Morlange, 1995 (réédition en 2005,  (ISBN 978-2-0925-0669-1)), Nathan (Nathan Poche 10-12 ans/Fantastique), illustrations de Philippe Mignon, 120 pages,  (ISBN 2092506692)
- Le renard de Morlange, 1995, bande dessinée chez Jungle/Nathan
- Mary Tempête, 2007, Flammarion (Castor Poche),[4](couverture de Rebecca Dautremer)
- La septième fille du Diable (3 tomes), Flammarion (couvertures Rebecca Dautremer)
- Mujnak. La mer d'Aral assassinée, 2011, Oskar jeunesse
- Les flèches de silence, Oskar jeunesse [5],[6]
- Dieux grecs, dieux romains, comment s'y retrouver ?, 2015 [7], Flammarion jeunesse
- Menace à Olympie, Flammarion
- Une bataille pour un cheval, Flammarion
- L'étalon des mers, Flammarion
- Un cheval pour totem, Flammarion
- Le dernier secret de Pompéi, Flammarion
- Le crime de l'empereur, Flammarion
- Mystères à Morteau, Grasset, en collaboration avec Jack Chaboud

### ABC Melody
- Mystères dans les Highlands, Mystères à Londres, Mystères sur le Nil, Mystères à Rome, Mystères chez les Mayas, Mystères à Tokyo, Mystères dans le Transsibérien, Mystères à Paris, Mystères au Louvre, Mystères à New York, Mystères en Chine, Les Explorateurs du temps (3 volumes)

### Auzou
- Les monuments de l'ombre (6 tomes), Les enquêteurs de l'Antiquité (3 tomes), La conspiration d'Anubis.

### Chez Hautes-Alpes
- Le révolté de Savines, les Mosquitos (6 tomes), Mystère à Serre-Ponçon, Le secret de Saint-Bonnet, Les disparues du Dévoluy, Enquête au pays des marmottes, L'énigme des Oulles du Diable, Le fantôme de la Méouge, La sorcière de Fort Queyras, Le trésor caché de Tallard, À pas de loup, C'est moi le plus malin, Les 5 exploits de P'tit Gars, Les 5 exploits de Fifille, Une sorcière à l'école, Mon chat est un espion, Je veux un chien, Un pirate à Serre-Ponçon, L'assassin habite dans le 05, L'assassin des villages perchés, Piège dans le Champsaur, Malédictions à Briançon, Philis de la Charce, la Jeanne d'Arc du Dauphiné.

### Chez Plumes et Confettis
- L'étrange ami de Forêt Noire
- Le popotin de miss Popotame

### Chez Orfèvres
- Les contes du loup

### Chez Lunii
- Margo apprentie véto
- Margot apprentie véto en Australie
- Margot apprentie véto au Canada
- Margot apprentie véto au Kenya

### Séries
- Ménès, premier pharaon d'Egypte - Trilogie égyptienne (série, 1999-2000) trilogie éditée en un seul volume (Ménès premier pharaon d'Egypte) en 2001[8]
  - L'oeil d'Horus, 1998, Flammarion (Castor Poche), couverture dessinée par Olivier Besson, 153 pages
  - L'Assassin du Nil, 1999, Flammarion (Castor Poche), couverture dessinée par Olivier Besson, 140 pages
  - Le Maître des deux terres, janvier 2000, Flammarion (Castor Poche), couverture dessinée par Olivier Besson, 170 pages
- Les Enfants du Nil (15 tomes) (série, 2004-2009) Flammarion
- Pavillon noir (11 tomes)(série, 2005) Flammarion
- Mystères au donjon (8 tomes) Flammarion
- Les agents secrets de l'Olympe (7 tomes) Flammarion
- SOS animaux en détresse (25 tomes) chez Calligram
- Margot apprentie véto (4 tomes) chez Lunii (Ma Fabrique à histoires)
- Tirya (série, 2002-2005) : Flammarion
  - Le complot du Nil, avril 2002, Flammarion, couverture dessinée par Riad Sattouf, 207 pages,  (ISBN 2-08-161115-5)
  - Le pharaon de l'ombre, septembre 2002, Flammarion, couverture dessinée par Riad Sattouf, 211 pages,  (ISBN 2-08-161357-3)
  - Le Trône d'Isis, mars 2003, Flammarion, couverture dessinée par Riad Sattouf, 247 pages,  (ISBN 2-08-161957-1)
  - La Fille d'Anubis
  - Le Loup des sept collines
  - La Vengeance de la déesse
  - Le Triomphe des lionnes
- La Septième fille du diable (série, 2010-2011) (couverture de Rebecca Dautremer) Flammarion (3 tomes)

## Séries ou romans notables
- Tirya est une série de sept romans dont l'héroïne est Tirya, fille d'Amasis, aidé par Hermès, un jeune grec. Ces romans ont pour cadre principal l'Égypte antique.
  - Le Complot du Nil
  - Le Pharaon de l'ombre
  - Le Trône d'Isis
  - La Fille d'Anubis
  - Le Loup des sept collines
  - La Vengeance de la déesse
  - Le Triomphe des lionnes

- Ménès, premier pharaon d’Égypte - Trilogie égyptienne
  - L'Œil d'Horus
  - L'Assassin du Nil
  - Le Maître des deux terres

- Le Renard de Morlange[9].
- Mary Tempête est inspiré de la vie de la pirate Mary Read (1690–1721)[10],[4].
- Philis de La Charce est inspirée de la vie de l'héroïne du Dauphiné (1645-1703)
- Chamula (éditions Syvie Messinger)
- Le Cavalier du Nil a pour cadre l'Égypte antique sous le règne de Ramsès II en -1293.